# American Heart of Poland
American Heart of Poland – spółka akcyjna z siedzibą w Katowicach przy ulicy Francuskiej 34, powstała w 2000 roku z inicjatywy lekarzy z Polski i Stanów Zjednoczonych, w jej skład wchodzą szpitale wieloprofilowe, oddziały kardiologii i kardiochirurgii oraz chirurgii naczyniowej, poradnie, laboratoria diagnostyczne i pracownie diagnostyki obrazowej, Uzdrowisko Ustroń, Grupa Scanmed, Centrum Badawczo-Rozwojowe, Fundacja „Z sercem do Pacjenta” oraz placówka weterynaryjna Amvet.
American Heart of Poland jest częścią Gruppo San Donato.

## Szpitale wieloprofilowe

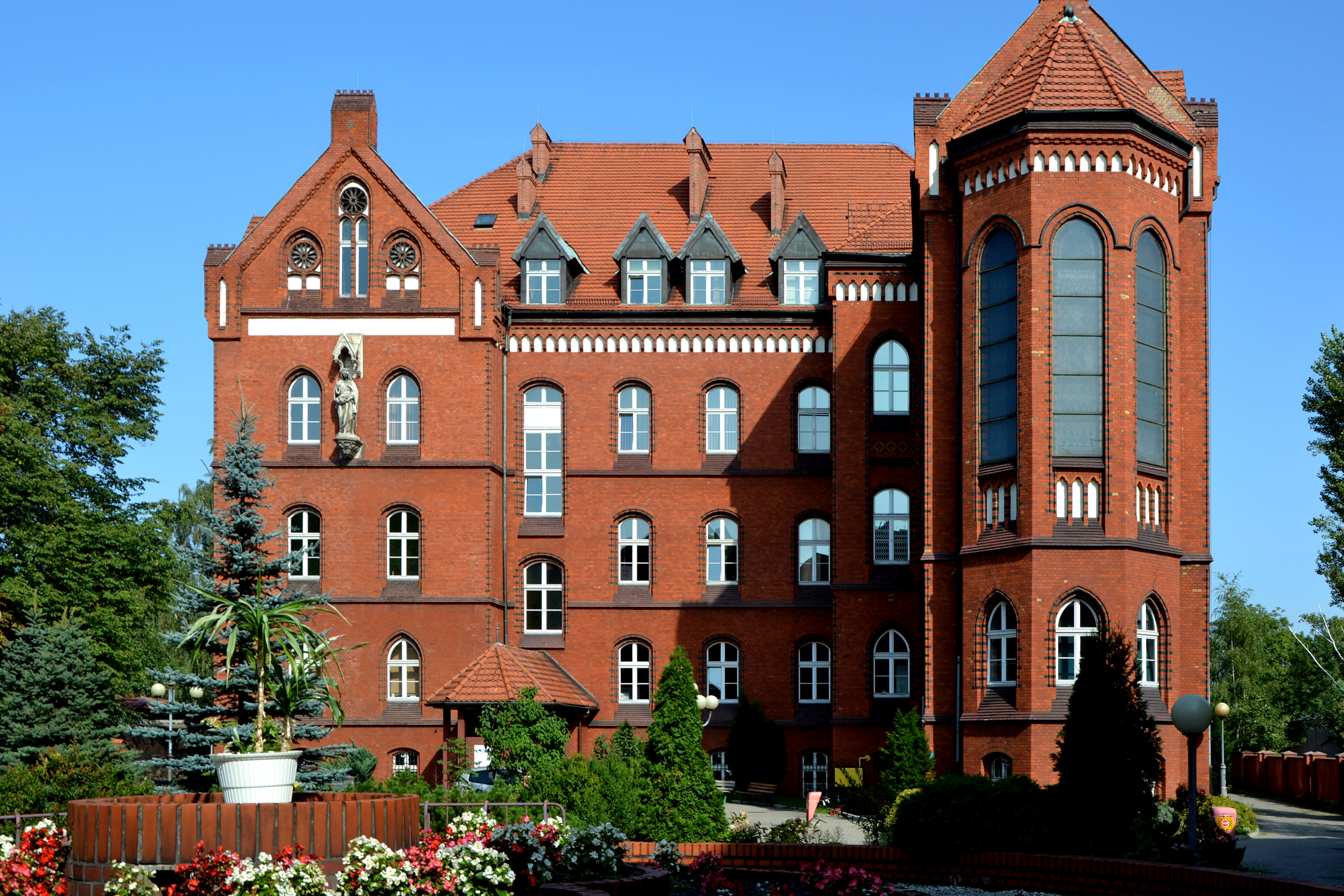
Szpital im. św. Elżbiety w Katowicach (ul. Warszawska 52)

American Heart of Poland zarządza szpitalami wieloprofilowymi (stan na koniec 2024 roku):
- Szpital im. św. Elżbiety w Katowicach (ul. Warszawska 52)
- Szpital im. Matki Teresy z Kalkuty w Drawsku Pomorskim (ul. Bolesława Chrobrego 4)
- Szpital w Sztumie (ul. M. Reja 12)
- Szpital św. Rafała w Krakowie (ul. A. Bochenka 12)[8]
- Szpital Rudolfa Weigla w Blachowni (ul. Sosnowa 16)[9]
- Szpital Vital Medic w Kluczborku   (ul. M. Skłodowskiej-Curie 21)
- Ars Medical w Pile  (al. Wojska Polskiego 43)[10]

## Polsko-Amerykańskie Kliniki Serca

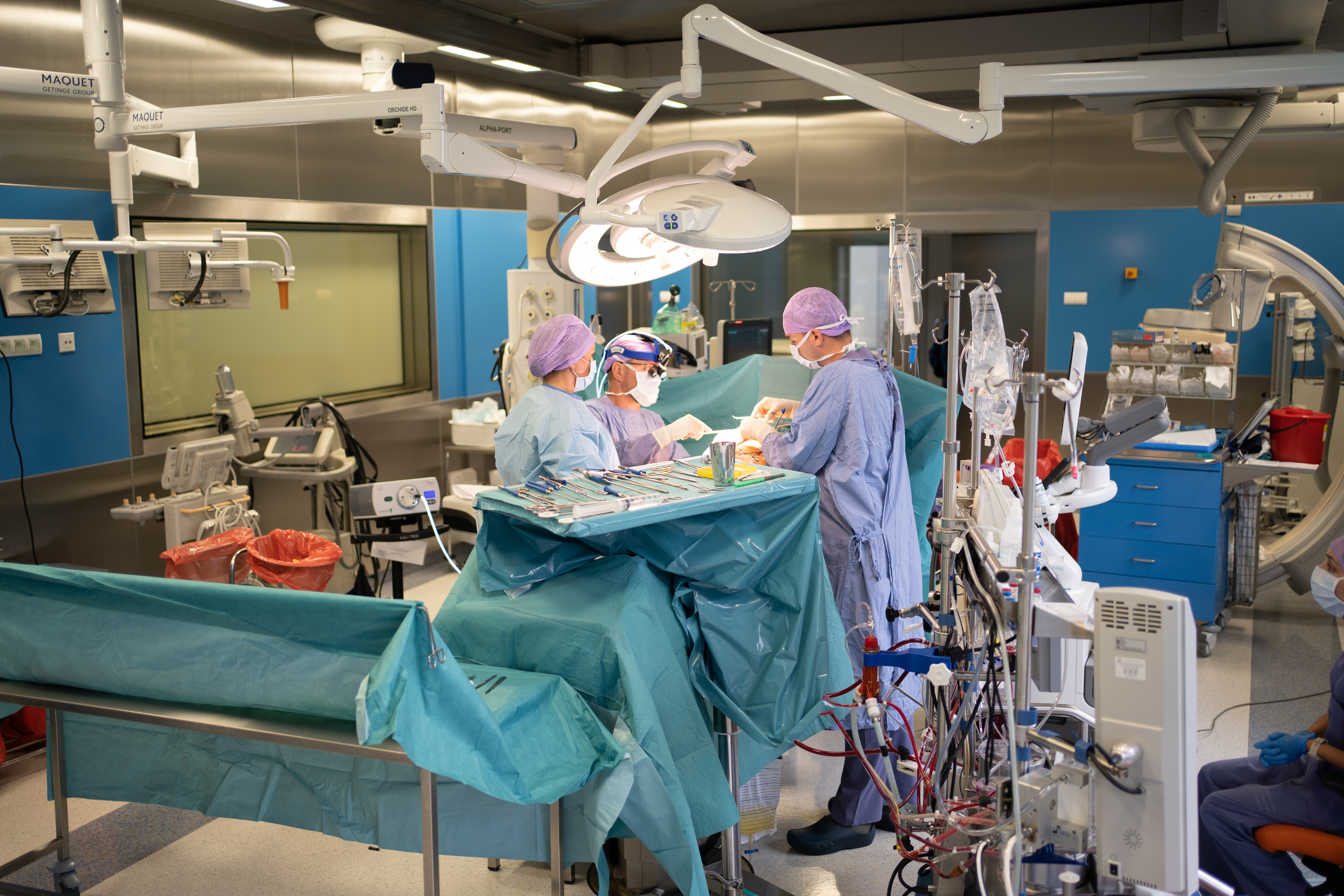
Polsko-Amerykańskie Kliniki Serca w Bielsku-Białej (2022)

W ramach American Heart of Poland funkcjonują Polsko-Amerykańskie Kliniki Serca – sieć oddziałów kardiologii interwencyjnej, kardiochirurgii i chirurgii naczyniowej, działających na terenie Polski w ramach kontraktu z Narodowym Funduszem Zdrowia.

## Uzdrowisko Ustroń

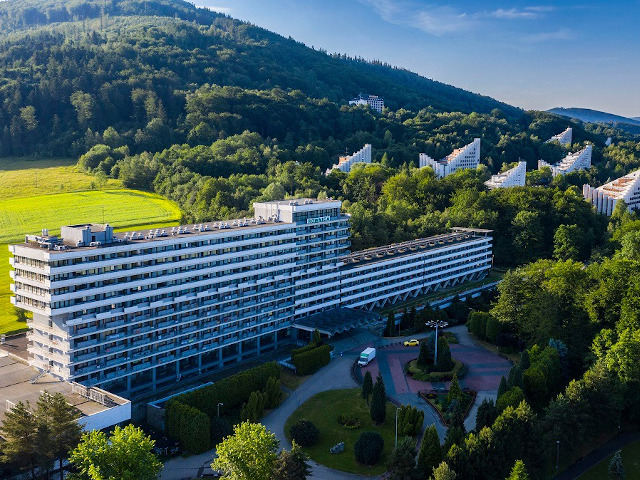
Uzdrowisko Ustroń (2024)

Uzdrowisko Ustroń, należące do American Heart of Poland. Świadczy zakres usług rehabilitacji m.in. kardiologicznej czy pulmonologicznej, posiada własne złoża borowiny i solanki.

## Centrum Badawczo-Rozwojowe
Centrum Badawczo-Rozwojowe zostało powołane w 2004 roku. Prowadzi badania sprawdzające bezpieczeństwo i skuteczność nowych metod leczenia oraz leków, począwszy od badań przedklinicznych, po badania kliniczne I, II i III fazy. Grupa American Heart of Poland współpracuje z zagranicznymi ośrodkami medycznymi i naukowymi w Europie i w Stanach Zjednoczonych.

## Fundacja „Z sercem do Pacjenta”
American Heart of Poland od 2022 roku prowadzi także Fundację „Z sercem do Pacjenta”, która organizuje w całej Polsce spotkania Klubów Pacjenta pod patronatem Ministerstwa Zdrowia, Narodowego Funduszu Zdrowia i władz lokalnych.

## Grupa Scanmed
W skład Grupy Scanmed wchodzi ponad 30 placówek medycznych, w tym: 4 szpitale wielospecjalistyczne (Szpital św. Rafała w Krakowie, Szpital Rudolfa Weigla w Blachowni, Szpital Vital Medic w Kluczborku i Ars Medical w Pile), 3 monokliniki, oddziały kardiologiczne oraz sieć poradni podstawowej opieki zdrowotnej i ambulatoryjnej opieki specjalistycznej.

## Placówka weterynaryjna
W 2023 roku, rozpoczęła działalność placówka weterynaryjna Amvet w Krakowie należąca do American Heart of Poland. Amvet oferuje kompleksową diagnostykę i specjalistyczne leczenie zwierząt domowych. Od 1 stycznia 2025 roku swoją działalność rozpoczęła placówka w Gdańsku.

## Zarząd i Rada Nadzorcza AHP
- Adam Szlachta – prezes Zarządu, dyrektor finansowy
- Paweł Kaźmierczak – członek Zarządu, dyrektor medyczny
- Jacenty Drópiewski – członek Zarządu, dyrektor ds. inwestycji i rozwoju
- Kamel Ghribi – Przewodniczący Rady Nadzorczej
- Masroor Haq – Wiceprzewodniczący Rady Nadzorczej
- Francesco Galli – członek Rady Nadzorczej
- Nicola Ceccareli – członek Rady Nadzorczej
- Anna Flavia D’Amelio Einaudi – członek Rady Nadzorczej
- Rafał Sosna – członek Rady Nadzorczej

Stan październik 2024 roku. Źródło: